# Szepesi László (vívóedző)
Szepesi László (Budapest, 1948. augusztus 7. –) vívóedző, egyetemi tanár.

## Kezdetek
Pestlőrincen, a Steinmetz Gimnázium reáltagozatán végzett 1966-ban kitűnő érettségi eredménnyel. Ezután, a Testnevelési Főiskolán szerzett vívószakedzői diplomát, majd az Eötvös Loránd Tudományegyetem Bölcsésztudományi- és Természettudományi Karán folytatta tanulmányait, párhuzamosan. Az alapszigorlat után klinikai pszichológusként szerzett diplomát. 1993-94 között, Párizsban, posztgraduális képzés befejeztével sikeres államvizsgát tett és  sportprofesszori diplomát és kinevezést kapott.

## Vívóedzőként
1970-ben, a Testnevelési Főiskolán, Időszaki és Küzdősportok Tanszékén töltött be tanársegédi állást dr. Bay Béla mellett. 1970-74 között a magyar junior kardválogatott, párhuzamosan pedig a Vasas edzője volt egészen 1982-ig. Tanítványai 9 junior egyéni- és csapatbajnokságot nyertek, ő maga pedig több alkalommal felnőtt magyar bajnokságot és Bajnokcsapatok Európa Bajnokságát nyert a Vasas csapatával.

## A francia válogatott élén
1982-ben a Testnevelési Főiskola az Magyar Vívószövetség és az Országos Testnevelési és Sporthivatal engedélyével, a Francia Sportminisztérium valamint a Francia Vívószövetség felkérésére, közel 12 évre a francia kardválogatott élére került. Közel tíz év alatt nyolc világbajnoki és olimpiai érmet szereztek, számos világbajnoki helyezés és világkupa eredmény mellett. Tanítványa, Jean-François Lamour, 1984-ben, Los Angelesben és 1988-ban, Szöulban egyéni olimpiai aranyérmet, 1987-ben Lausanne-ban egyéni világbajnoki érmet szerzett. A Racing csapatával 1990-ben megnyerték Bajnokcsapatok Európa Kupáját, amelyet sem előtte, sem azóta nem nyert meg francia kardcsapat.

## Címek, elismerések
- A Francia Nemzeti Érdemrend lovagkeresztje (Chevalier de l'ordre national du Mérite) (1995)[2]
- A Magyar Érdemrend lovagkeresztje (2014)